# Lillete Dubey
Lillete Dubey, accreditata talvolta come Lillette Dubey (13 maggio 1954), è un'attrice indiana.
Ha recitato in svariati film di Bollywood, anche se spesso con ruoli secondari.
È la madre di Neha Dubey, anch'essa attrice.
La si ricorda per le interpretazioni in Monsoon Wedding - Matrimonio indiano ed in Tomorrow May Never Come.

## Filmografia
- Kabhie Kabhie (1997)
- Love You Hamesha (1999)
- Bawandar (2000)
- Zubeidaa (2001)
- Gadar: Ek Prem Katha (2001)
- Monsoon Wedding - Matrimonio indiano (2001)
- Om Jai Jagadish (2002)
- Pinjar (2003)
- Johnny (2003)
- Chalte Chalte (2003)
- Baghban (2003)
- Tomorrow May Never Come (2003)
- Lakshya (2004) ... Signora Dutta
- Vanity Fair (2004)
- Morning Raga (2004)
- Sau Jhooth Ek Sach (2004)
- Bow Barracks Forever (2004)
- My Brother Nikhil (2005)
- Main Aisa Hi Hoon (2005)
- Dosti: Friends Forever (2005)
- Fanaa (2006)
- Corporate (2006)
- Aap Ki Khatir (2006)
- My Name Is Anthony Gonsalves (2007)
- Har Pall (2007)
- Pankh (2008)
- Saas bahu aur Sensex (2008)
- Fauj Mein Mauj (2008) (riprese in corso)
- Marigold Hotel (The Best Exotic Marigold Hotel), regia di John Madden (2011)
- Lunchbox (2013)